# Przy kominku (poemat Roberta Browninga)
Przy kominku (By the Fireside) – poemat angielskiego poety Roberta Browninga, opublikowany w zbiorze Men and Women w 1855. Utwór jest napisany strofą pięciowersową. Na język polski omawiany poemat przełożył Juliusz Żuławski.
How well I know what I mean to do
When the long dark autumn-evenings come:
And where, my soul, is thy pleasant hue?
With the music of all thy voices, dumb
In life's November too!
I shall be found by the fire, suppose,
O'er a great wise book as beseemeth age,
While the shutters flap as the cross-wind blows
And I turn the page, and I turn the page,
Not verse now, only prose!